# Paul Puhallo von Brlog
Paul Puhallo von Brlog báró, (magyarosítva Brogli Puhallo Pál) németül: Paul Freiherr Puhallo von Brlog (Brlog, Horvát Királyság, 1856. február 21. – Bécs, Ausztria, 1926. október 12.); az osztrák–magyar cs. és. kir. hadsereg tábornoka. Az első világháborúban 1915–16 között a 3. hadsereg, majd rövid ideig az 1. hadsereg parancsnoka volt.

## Élete

### Családja
Puhallo családja a régi katonai határőrvidék közeléből származott, és ezzel bizonyos tekintetben már a születése óta arra volt kiszemelve, hogy a hadseregben szolgáljon. Apja, Michael Puhalo (még csak egy „l”-lel írta a nevét) szintén a császár hadseregében szolgált; 1908-ban felvették a magyar nemesség soraiba és megkapta az örökletes "von Brlog" utónevet. 1917. április 27-én bárói rangot kapott.
1897-ben feleségül vette Anna Hörzingert, akitől lánya született. Még akkor áprilisban az öccsét, Isaakot, a tüzérség főhadnagyát szolgálati baleset következtében elbocsátották a hadseregből.

### Kiképzés és karrier a háború előtt
Miután a fehértemplomi, kamanci és kőszegi katonai oktató intézményekbe járt, 1870-ben belépett a haditechnikai iskolába Hranice na Moravěban, ahol 1873-ig szolgált. Miután sikeresen elvégezte a bécsi Technikai Katonai Akadémiát, 1877. szeptember 1-jén hadnaggyá lépett elő a 11. tábori tüzérezredben. 1880 és 1882 között a haladó tüzérségi tanfolyamot végezte Bécsben, amelyet kiemelkedő sikerrel végzett el. 1882. november 1-jén előléptették főhadnaggyá és áthelyezték a vezérkarhoz. 1886. november 1-jén előléptették 1. osztályú kapitánnyá, eközben taktikát oktatott a Technikai Katonai Akadémián. 1892. szeptember 18-án kinevezték a Linzben állomásozó 3. gyaloghadosztály törzsfőnökévé. Ebben a beosztásban szolgált, amikor 1893 május 1-jén előléptették őrnaggyá. 1895. november 1-jén vezérkari alezredessé léptették elő. 1896 áprilisában kinevezték a Tarnopolban állomásozó 55. gyalogezredhez. Ezekben az években kiemelkedő értékeléseket kapott, mindenekelőtt nagy kiképzői tehetségét emelték ki gyakran. Ennek következményeként 1898. szeptember 1-jén áthelyezték a katonai akadémiára, és még az év november 1-jén előléptették ezredessé.
1902-ben áthelyezték a vezérkari hadműveleti osztályára, 1903. április 23-án kinevezték hadműveleti főnökké. 1905-ben kinevezték a Bécsben állomásozó 50. gyalogdandár parancsnokává, május 1-jén pedig előléptették vezérőrnaggyá. 1906. október 20-án kinevezték a k. und k. Kriegsschule, a legmagasabb presztízsű vezérkari tisztképző intézmény parancsnokává, ahol mindenféle fegyvernembeli főtiszteket és a vezérkari tiszteket képezték ki. Irányítása alatt ezt a jelentős intézményt sok téren modernizálták, hogy minőségi szempontból magasabb értékű kiképzést érjenek el. 1909. május 1-jén előléptették altábornaggyá. 1910 szeptemberében a Krakkóban állomásozó 46. Landwehr gyaloghadosztály, 1912 októberében a Pozsonyban állomásozó 5. hadtest parancsnokságát vette át Artur Sprecher von Bernegg gyalogsági tábornoktól. Az utolsó előléptetésre az első világháború előtt 1913. november 1-jén került sor, amikor táborszernaggyá léptették elő.

### Az első világháború
A háború kezdetén, amikor az 5. hadteste Dankl 1. hadseregének része volt, a csapatait a galíciai határra küldték, ahol a háború első napjaiban némi sikert könyvelhetett el magának. A következő hónapban már csaknem elérte Lublint, mielőtt az osztrák–magyar hadsereg kénytelen volt visszavonulni a San mögé. 1914 őszén az Ivangorod melletti ütközetben is arra kényszerült, hogy visszavonulásra adjon parancsot. A Nida folyónál vívott súlyos harcok után a csapatait karácsonykor átdobták a Kárpátokba. Az 5. hadteste a 3. hadsereg részeként részt vett a Przemyśl erőd felszabadításáért folytatott, kezdetben sikertelen harcokban. 1915 májusában Puhallo csapatai elérték Sambort, mire május 22-én átvette a 3. hadsereg parancsnokságát. Június elején a német 11. hadsereggel együtt végül újra vissza tudta foglalni az oroszok által korábban elfoglalt Przemyśl erődjét. Az újjászervezés következtében Puhallo táborszernagy Viktor Dankl helyébe lépett az 1. hadsereg élén, míg a 3. hadsereget feloszlatták. Az 1. hadsereggel bevette a sandomierzi és tarlo-josefowi hídfőállásokat. Miután a hadseregét átdobták a Bughoz, a német von Mackensen vezérezredes parancsnoksága alá rendelték. Lemberg felszabadítása és Dubno elfoglalása után viszont a front megmerevedett. 1916. május 13-án előléptették vezérezredessé. A Bruszilov-offenzíva megindulása után Puhallo csapatainak is csatlakozniuk kellett az általános visszavonuláshoz. A hadsereg újabb újjászervezése az 1. hadseregének a feloszlatásához vezetett, amire elveszítette parancsnoki beosztását és 1916. július 25-től tartalék állományba helyezték. Mivel a főparancsnokság elégedetlen volt a teljesítményével, mint hadseregparancsnokot sem vették már számításba.
Nyugdíjazása után az új Szerb–Horvát–Szlovén Királyság állampolgára lett. Mivel azonban az Osztrák–Magyar Monarchia hűséges tábornokaként csak kis nyugdíjat kapott az államtól, meglehetősen szegényes körülmények között kellett élnie. Ezért visszaköltözött Bécsbe, ahol egykori bajtársai támogatásából élt, egy nehéz operáció  következtében 1926. október 12-én bekövetkezett haláláig. Holttestét Linzbe szállították, ahol egykori tiszttársai saját költségükön gondoskodtak méltó temetéséről.

## Fordítás
- Ez a szócikk részben vagy egészben  a   Paul Puhallo von Brlog című német Wikipédia-szócikk ezen változatának fordításán alapul.  Az eredeti cikk szerkesztőit annak laptörténete sorolja fel. Ez a jelzés csupán a megfogalmazás eredetét és a szerzői jogokat jelzi, nem szolgál a cikkben szereplő információk forrásmegjelöléseként.